# José Murat
José Murat Casab (Ixtepec, 18 oktober 1949) is een Mexicaans politicus van de Institutioneel Revolutionaire Partij (PRI).
Murat is afgestudeerd in de rechten aan de Nationale Autonome Universiteit van Mexico (UNAM). Van 1973 tot 1976 en van 1979 tot 1982 had hij zitting in de Kamer van Afgevaardigden. In 1994 werd hij tot senator gekozen maar trad vier jaar later terug om deel te kunnen nemen aan de gouverneursverkiezingen in Oaxaca, die hij won.
Zijn regering werd gekenmerkt door verschillende politieke schandalen. Kort voor zijn aftreden werd er een mislukte aanslag gepleegd op zijn leven. Hij heeft dit incident nooit laten onderzoeken, en er zijn dan ook serieuze vermoedens dat hij de aanslag zelf in scène heeft gezet. De verkiezingen voor zijn opvolger in 2004 waren omstreden. Volgens tegenstanders heeft Murat de verkiezingen laten vervalsen om zo de overwinning van partijgenoot Ulises Ruiz mogelijk te maken.
In 2006 werd hij opnieuw tot afgevaardigde gekozen. Hij stelde zich binnende de PRI kandidaat voor het fractievoorzitterschap, doch verloor die verkiezing aan Emilio Gamboa.
- Gemeinsame Normdatei: 1056230878
- International Standard Name Identifier: 0000 0000 4513 3588
- Library of Congress Control Number: n2001085725
- Virtual International Authority File: 1819550
- WorldCat: E39PBJj8Qf3RjpW7jTTmhqKWXd